# 익산 충전소 가스 폭발 사고
익산 충전소 가스 폭발 사고는 1998년 10월 6일 13시 50분경에 전북특별자치도 익산시 인화동 1가의 동양가스 충전소에서 발생한 가스 폭발사고이다.

## 사건 개요
이 사건이 발생된 원인은 안전관리자가 부재중인 8호기 가스주입기에서 액화 석유 가스를 충전한 택시가 충전호스를 분리하지 않은 채로 오발진하여 호스 주입기 안전장치와 충전구가 파손된 사건이며, 별다른 조치 없이 파손된 상태로 방치하던 중, 가스를 충전하러 온 택시에 7호기 가스주입기 호스를 연결하였는데 잘못하여 파손된 상태로 방치하였던 8호기 충전구의 전자 밸브스위치를 눌러 다량으로 가스가 누출 되어 이름 모르는 한 점화원에 의해 폭발이 발생하였다.

## 사고의 원인
익산 충전소 가스 폭발사고의 원인으로 우선 5가지의 이유를 들 수 있다.
우선 안전관리자가 부재중이고, 평소 충전중일 때 엔진을 정지하여야 하는데 가스안전에 대한 기본지식이 결여되어 엔진 정지를 하지 않은 충전차량이 충전호스를 탈착하기 전에 출발하여 연결부를 파손되었고, 셋째로 파손된 충전호스의 중간 안전커플링을 분해 등 마감조치 미비, 넷째로 가스충전소가 여러 이유로 인하여 일용직을 채용하는 과정에서 안전교육이 제대로 이루어지지 않았으며, 끝으로 사고충전소는 POS(Point Of Sale System)가 설치되어 조작스위치와 충전기의 위치가 혼돈 할 우려가 많아 오조작의 염려가 있어, 사고당시 고장난 기기의 스위치를 끄지 않거나 오조작의 방지조치를 취하지 않은 것이 주요 원인이다.

## 피해 규모
- 인명 피해 : 사망 1명, 부상 6명
- 재산 피해 : 약 4억원
- 건물 피해 : 충전소 사무실 내부 약 80여평 전소, 인근의 여관, 당구장, 편의점 등 상가 등 건물 50여동의 유리창과 셔터 붕괴
- 차량 피해 : 인근 차량 18대 전소 및 대파[1]

## 같이 보기
- 부천 LPG 충전소 폭발 사고
- 대구 상인동 가스 폭발 사고
- 아현동 도시가스 폭발 사고